# Driekraantjeskan
De zeer zeldzame driekraantjeskan van de Antwerpse edelsmid Jan Baptiste Cassé is een zeer typerend rococovoorbeeld van een kraantjespot. Dit werk uit 1772 stond lange tijd op het conto van de meester met de bij, die ondertussen als Jan Baptiste Cassé (1712–1777) werd geïdentificeerd.
De drie kraansleutels van de zwierige rocaillekan bestaan uit papegaaien die op een takje zitten. De twee hanghengsels, waarmee de kan opgetild werd, hebben houten balustergrepen. Deze driekraantjeskan is een absoluut meesterwerk van de Antwerpse, 18de-eeuwse edelsmeedkunst.
De kan bevindt zich in museum DIVA